# Мавзолей в селе Хачин-Дорбатлы
Мавзолей в селении Хачин-Дорбатлы (азерб. Xaçındərbətli türbəsi) — мавзолей-тюрбе Катавы Ходжа, сына Мусы неподалёку от селения Хачин-Дорбатлы в Карабахе, построенная устадом Шахензи в 1314 году. Расположен мавзолей в 23 км к северу от Агдама и считается видным памятником мемориального зодчества средневекового Азербайджана.
С лета 1993 года по 2020 год часть Агдамского района, где расположен мавзолей, контролировалась непризнанной Нагорно-Карабахской Республикой и согласно резолюции Совета Безопасности ООН считалась оккупированной армянскими силами.

## Архитектура
Архитектура и убранство мавзолея значительно расширяют представления о взаимосвязях искусства «мусульманских» и «христианских» областей Переднего Востока, Закавказья и Малой Азии. Он имеет двенадцатигранный корпус, завершённый пирамидальным шатром, и стоит на невысоком трёхступенном цоколе.
Внутреннее пространство мавзолея состоит из крестообразных в плане склепа и верхней камеры. Многоярусному сталактитовому своду камеры примыкают сталактитовые композиции ветвей креста. В его южном торце размещён с раковинообразной многолопастной конхой михраб, который обрамляет цепь небольших, орнаментированных розеток.
Строгость интерьера склепа подчёркнута филигранной вязью орнамента большой розетки, помещённой напротив входа. Арабоязычная надпись над проёмом верхней камеры сообщает имя погребённого, дату строительства — 1314 год — и имя зодчего — устада Шахензи. Михраб и содержание надписи подтверждают, что «заказчик» был мусульманином. Арабоязычная надпись над входом гласит: 
«Это сооружение (имарет) покойного Катавы Ходжа, сына Мусы, нуждающегося в милости Аллаха всевышнего, в летосчисление раби 2-го года семьсот четырнадцатого (понедельник 15 июля 1314 г.) сделал (амал) мастер (устад) Шахензи»
.
Л. Бретеницкий и Б. Веймарн отмечают влияние армянской архитектуры и античности в архитектуре мавзолея. О связях с зодчеством соседних христианских областей говорят убранство входа, трактовка колонеток, а также характер сталактитов. Следует отметить редко встречающиеся в убранстве памятников Азербайджана изображения живых существ, как бы награвированные на гранях — терзающий лань хищник, крылатый грифон, олени, косули. Сюжетами и манерой исполнения они несколько напоминают аналогичные приёмы в армянской архитектуре — Гегарда и Сагмосаванка.